# Laketown
Laketown és una població dels Estats Units a l'estat de Utah. Segons el cens del 2000 tenia 188 habitants.

## Demografia
Segons el cens del 2000, Laketown tenia 188 habitants, 60 habitatges, i 51 famílies. La densitat de població era de 71,9 habitants per km².
Dels 60 habitatges en un 48,3% hi vivien nens de menys de 18 anys, en un 80% hi vivien parelles casades, en un 1,7% dones solteres, i en un 15% no eren unitats familiars. En el 15% dels habitatges hi vivien persones soles el 8,3% de les quals corresponia a persones de 65 anys o més que vivien soles. El nombre mitjà de persones vivint en cada habitatge era de 3,13 i el nombre mitjà de persones que vivien en cada família era de 3,51.
Per edats la població es repartia de la següent manera: un 32,4% tenia menys de 18 anys, un 8,5% entre 18 i 24, un 18,6% entre 25 i 44, un 27,7% de 45 a 60 i un 12,8% 65 anys o més.
L'edat mediana era de 40 anys. Per cada 100 dones de 18 o més anys hi havia 111,7 homes.
La renda mediana per habitatge era de 60.893 $ i la renda mediana per família de 65.000 $. Els homes tenien una renda mediana de 40.972 $ mentre que les dones 31.875 $. La renda per capita de la població era de 23.519 $. Entorn del 3,6% de les famílies i el 7% de la població estaven per davall del llindar de pobresa.

## Poblacions més properes
El següent diagrama mostra les poblacions més properes.